# Mato Lovrak
Mato Lovrak (ur. 8 marca 1899 w Velikim Grđevacu, zm. 14 marca 1974 w Zagrzebiu) – chorwacki pisarz powieści dla dzieci i młodzieży.

## Życiorys
Urodził się 8 marca 1899 w Velikim Grđevacu niedaleko Bjelovaru. Uczęszczał do liceum w Bjelovarze. Po ukończeniu edukacji pracował przez 35 lat jako nauczyciel w małych miasteczkach Veliki Zdenci i Kutina na północy Chorwacji.  Debiutował powieścią Sladki potok w 1930 roku. Najbardziej znane są Vlak u snijegu i Družba Pere Kvržice. Obie powieści zostały zekranizowane. Film fabularny Vlak u snijegu (Pociąg w śniegu) w 1976 roku wyreżyserował Mate Relja. Powieść Vlak u snijegu była tłumaczona na niemiecki, węgierski, macedoński, polski, czeski i słoweński. Družba Pere Kvržice została w 1998 roku przetłumaczona na esperanto.
Od 1993 roku jest przyznawana nagroda Mato Lovraka dla najlepszej powieści dla dzieci i młodzieży opublikowanej w języku chorwackim w minionym roku.

## Twórczość
Powieść Dzieci Wielkiej Wsi była pierwszą książką chorwackiego pisarza opublikowaną w Polsce po II wojnie światowej. Przetłumaczył ją Stanisław Papierkowski, a wydał Czytelnik w maju 1948 roku. Miesiąc później 28 czerwca 1948 roku Komintern wydał rezolucję o zerwaniu wszelkich kontaktów z Jugosławią i jej wydanie nie byłoby możliwe. W 1949 roku ukazało się II wydanie książki. Lovrak akcję wszystkich utworów umieszcza na wsi. Głosi ideę porozumienia miasta i wsi, a dzieciom wpaja zasady współżycia w kolektywie.
- Vlak u snijegu (Dzieci z Wielkiej Wsi) (1933)
- Družba Pere Kvržice (1933)
- Divlji dječak (1934)[2]
- Desetorica hrabrih
- Francek Drugi Hrabi (1938)
- Anka Brazilijanka (1939)
- Neprijatelj broj 1 (1938)
- Prijatelji (1941)
- Nasi Dječaci (1954)
- Dječak konzul (1954)
- Devetorica hrabih (1958)
- Iskrica (1958)
- Zeleni otok (1961)
- Kitićev dom (1964)
- U mraku (1964)
- Gimnazijalac (1969)